# هوسلوویتسه
هوسلوویتسه (به چکی: Hoslovice) یک منطقهٔ مسکونی در جمهوری چک است که در ناحیه ستراکونیتسه واقع شده‌است. هوسلوویتسه ۱۰٫۷۷ کیلومتر مربع مساحت و ۱۸۰ نفر جمعیت دارد و ۶۱۸ متر بالاتر از سطح دریا واقع شده‌است.